# Factoria Cultural Coma Cros
La Factoria Cultural Coma Cros és un espai associatiu ubicat a la Fàbrica Coma Cros de Salt (Gironès), gestionat per l'ajuntament de la ciutat. Comprèn, entre d'altres, la biblioteca Iu Bohigas, inaugurada el 2006, l'Escola Universitària ERAM, un viver d'empreses i l'Ateneu d'Entitats.

## Entitats
- Agrupació fotogràfica de Salt
- Club d'Escacs Salt i Girona
- Colla castellera Marrecs de Salt
- Comissió de festes de Salt
- Coral Tribana
- Diables d'en Pere Botero
- Kinbédeball